# Giovanni Gottardi
Giovanni Gottardi (Brescia, 12 settembre 1840 – Brescia, 20 giugno 1915) è stato un avvocato e politico italiano, sindaco facente funzione di Brescia nel 1898.

## Biografia
Nacque a Brescia il 12 settembre 1840 da Pietro Gottardi e Teresa Ferrari.
Laureatosi in Giurisprudenza, lavorò come avvocato presso il tribunale e la corte d'appello di Brescia. Entrò presto a far parte della compagine liberal moderata bresciana.
Divenne consigliere comunale di minoranza alle elezioni comunali parziali di Brescia del 1891. Quando l'alleanza clerico-moderata vinse le elezioni comunali generali del 1895, venne eletto assessore nella giunta guidata da Francesco Bettoni Cazzago e fu incaricato di seguire gli affari legali, l'anagrafe e la beneficenza. Alla morte di Bettoni Cazzago, gli successe in qualità di assessore anziano fino all'elezione, da parte del consiglio comunale, del nuovo sindaco Carlo Fisogni.
Nel consiglio cittadino sedette ininterrottamente fino al 1914, quando decise di non partecipare alle elezioni generali del 21 giugno, perché fisicamente indebolito. Sotto le giunte sostenute dall'alleanza clerico moderata di Fisogni (1898-1902) e Vincenzo Bettoni Cazzago (1905-1906) mantenne la carica di assessore all'anagrafe, agli affari legali e alla beneficenza. Come assessore appoggiò apertamente il progetto del nuovo acquedotto di Mompiano, portato a termine dalla Giunta Fisogni, e volle sostenere le attività benefiche svolte dalle organizzazioni ecclesiastiche e di volontariato cattolico.
In tempi diversi, fu membro dei consigli d'amministrazione dei Luoghi Pii di Brescia, dell'Ospedale dei Bambini e della Banca Commerciale di Brescia. Divenne anche presidente del Collegio di disciplina dei Procuratori.
Morì il 20 giugno 1915, dopo una breve ed improvvisa malattia.